# Kulled (teknik)
Kulled är en sfäriskt lagringspunkt som används inom tekniska områden när rörelse i alla axelriktningar krävs. I en bil är kulleder sfäriska lager som förbinder styrarmarna med styrspindeln och används på praktiskt taget alla tillverkade bilar. De liknar bioniskt kullederna som finns hos de flesta tetrapoda djur.

## Konstruktion

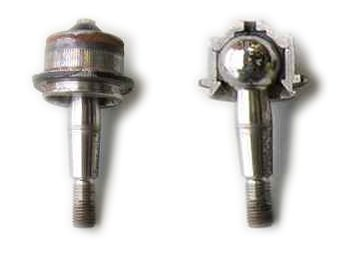
En typisk kulled med genomskuren vy (höger)

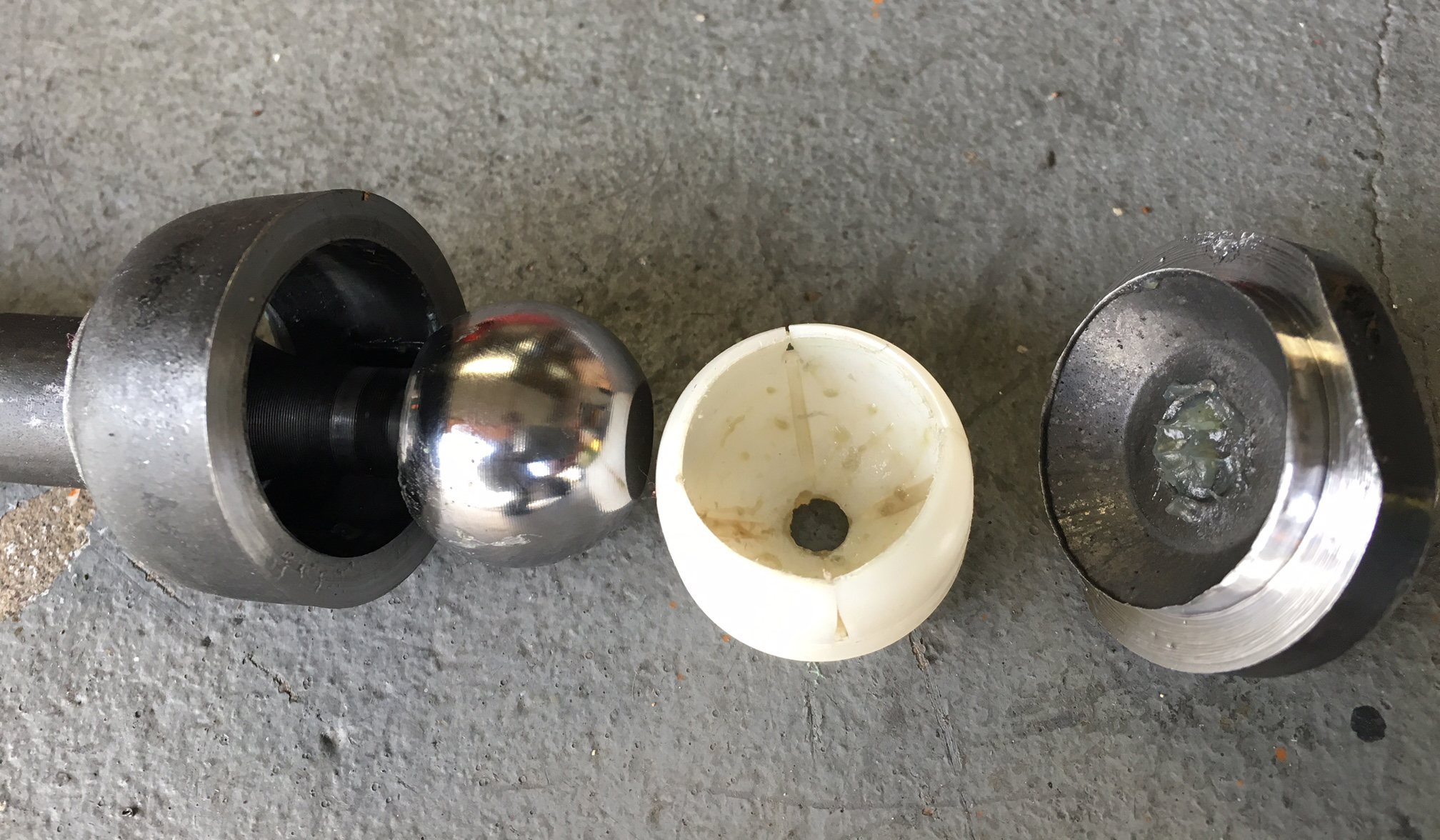
En inre dragstångsände skärs upp för att exponera kulleden.

En kulled består av en lagerbult och hylsa inneslutna i ett hölje, alla delar gjorda av stål. Lagerbulten är avsmalnande och gängad och passar in i ett avsmalnande hål i styrspindeln. Ett skyddande hölje förhindrar att smuts kommer in i fogenheten. Vanligtvis är detta en gummiliknande stövel som tillåter rörelse och expansion av smörjmedel. Rörelsekontrollkulleder hålls vanligen kvar med en invändig fjäder, vilket hjälper till att förhindra vibrationsproblem i länkaget.
Den "förskjutna" kulleden medger rörelse i system där termisk expansion och sammandragning, stötar, seismiska rörelser och torsionsrörelser och krafter förekommer.

## Användning

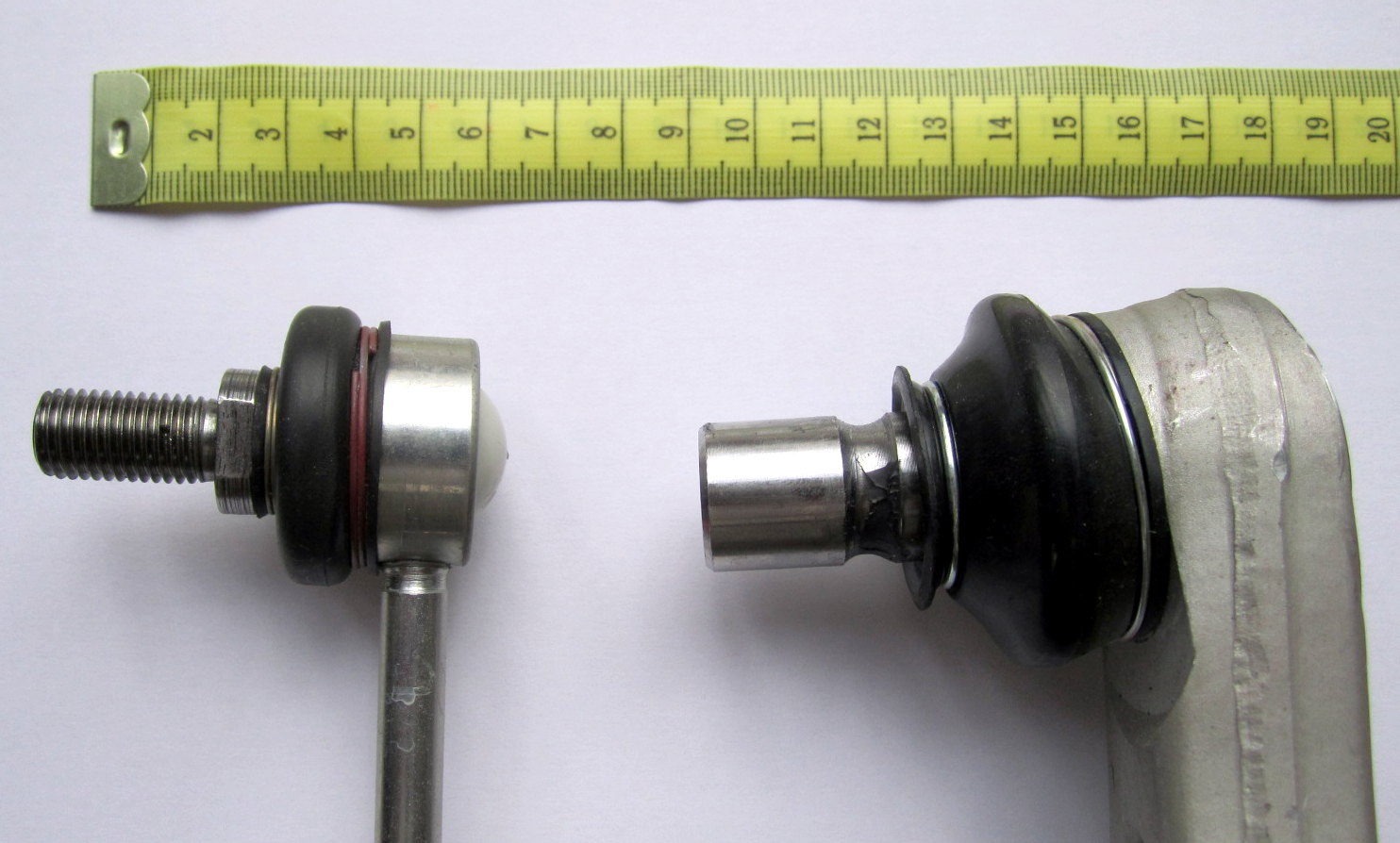
En kulled på en länkarm.

Inom fordonsbranschen används vanligen kulled tillsammans med en länkarm vid anslutning till spindeln, kulleden kallas då spindelled. Spindelleder används idag hos de flesta serietillverkade bilar.

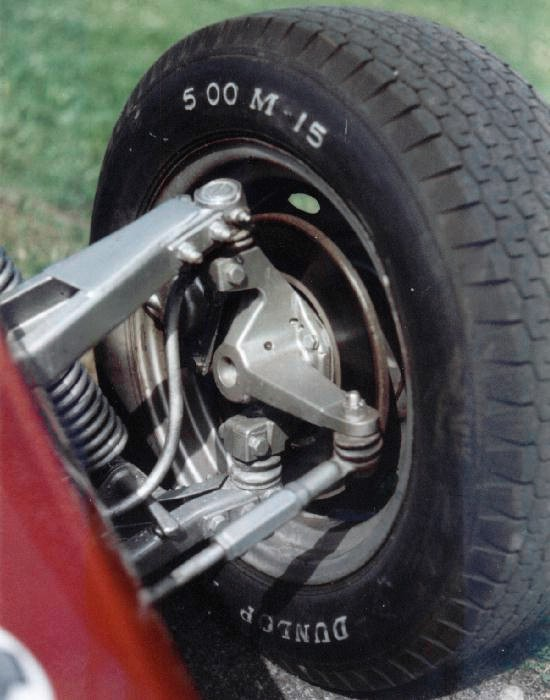
Bakhjulsdrivet fordon, främre dubbelarmsupphängning med övre och nedre kulleder och dragstångsände visas.

På moderna fordon är lederna svängpunkten mellan hjulen och upphängningen av en bil. De används idag nästan universellt i den främre upphängningen, efter att ha ersatt spindelbult/länkstiftet eller spindelbult/tapp-arrangemanget, men kan även hittas i den bakre fjädringen på några bilar med högre prestanda. Kulleder spelar en avgörande roll för säker drift av en bils styrning och fjädring. 

## Sfärisk rullfog

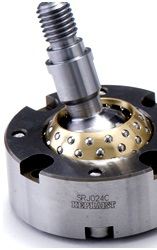
Kulled med rullande element.

En sfärisk rullled är en kulled med hög precision som består av en sfärisk yttre och inre bana åtskilda av kullager. Kullagren är inrymda i en sfärisk hållare och rullar längs både den inre och yttre ytan. Denna konstruktion gör att fogen har mycket låg friktion samtidigt som den bibehåller ett stort rörelseomfång och glapp så lågt som 1 μm. Sfäriska rullfogar används ofta i parallella robotapplikationer som en Stewartplattform, där hög styvhet och lågt spel är avgörande.
De flesta sfäriska rullfogar är utformade med ett förskjutet hölje, vilket möjliggör högre tryckbelastningar i ett mindre utrymme. Alternativt kan fogen monteras bakåt för högre dragbelastningsförmåga men mindre rörelseomfång.
Ett alternativ till sfärisk rullfog är kardanknuten som består av två roterande leder. Genom att använda sfäriska rullfogar istället för universella kan konstruktörer minska antalet leder för att uppnå samma resultat. Att använda en sfärisk led i motsats till en universalled eliminerar också den problematiska risken för en kinematisk singularitet. Sfäriska glidlager kan användas i stället för sfärisk rullfog till priset av ökad friktion, men erbjuder en möjlighet att förspänna fogen ytterligare.

## Felrisk
Även om det inte finns någon exakt livslängd som kan sättas på tätade kulleder, kan de felfungera så tidigt som 13000 mil i moderna fordon och ännu tidigare i äldre fordon. Tecken på en sviktande kulled kan börja med ett plötsligt sprängljud som ett resultat av kulledens demontering. Sedan fortsätter det med klickande eller knäppande ljud när hjulet vrids och så småningom förvandlas till ett gnisslande ljud i slutet av ett stopp, när gaspedalen används och/eller även när man slår mot gupp. Ett annat symptom kan vara "dunk"-ljud som kommer från främre fjädring när man passerar över gupp. Torra kulleder har dramatiskt ökad friktion och kan göra att styrningen fastnar eller försvåras.
Om en kulled felfungerar kan resultatet bli farligt eftersom hjulets vinkel blir obegränsad, vilket medför förlust av kontroll. Eftersom däcket kommer att vara i en oavsiktlig vinkel kommer fordonet att stanna plötsligt och skada däcken. Vid fel kan slitfragment skada andra delar av mekanismen.

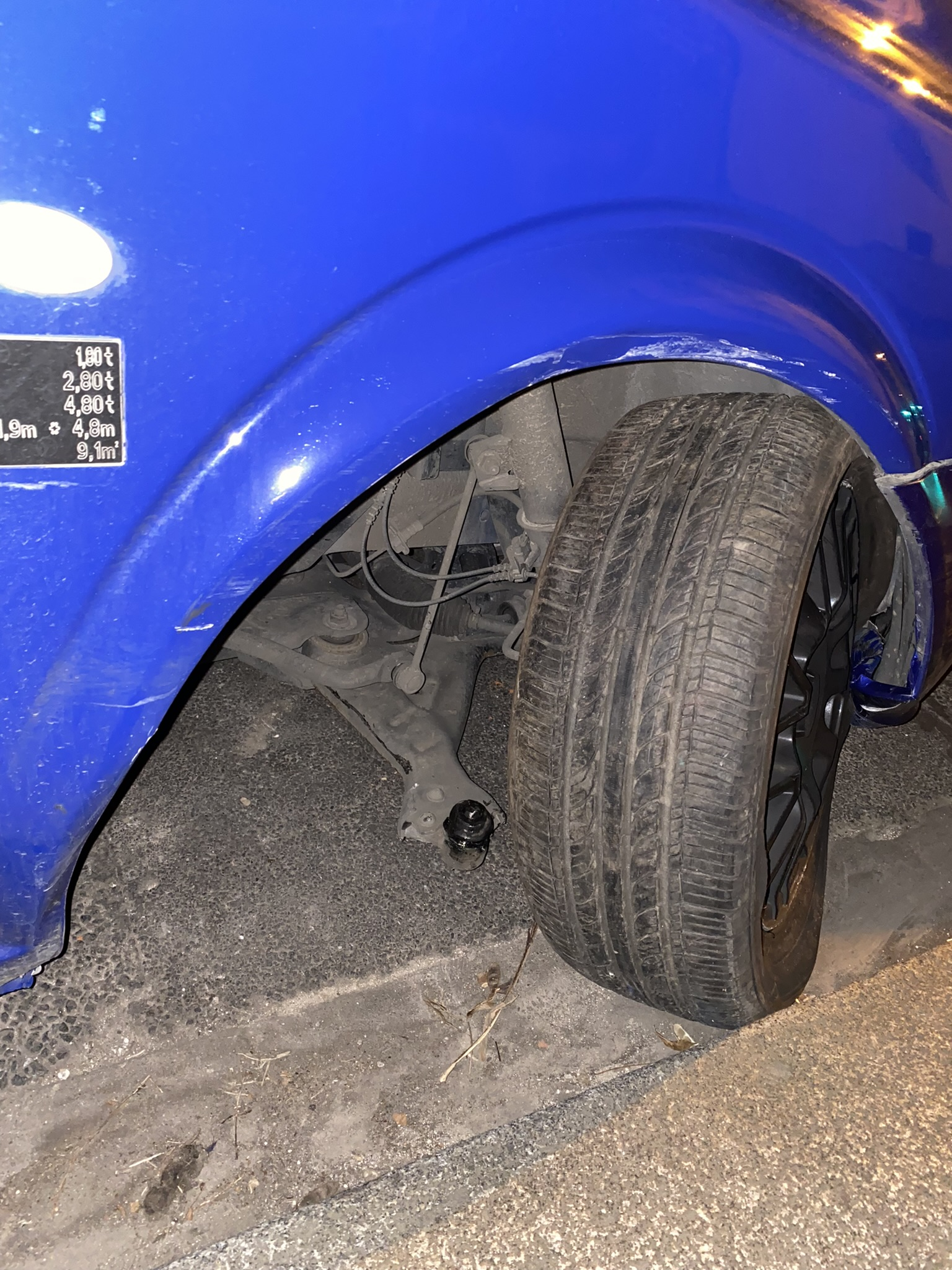
Ett kulledsfel begränsar inte längre hjulets vinkel, vilket gör att hela fjäderbenet sitter utanför avsedd position.

## Andra användningsområden
Medan termen "kulled" i bilspråk vanligtvis hänvisar till de primära kulledsanslutningarna vid ändarna av styrarmarna, används denna typ av led även i andra delar, som dragstångsändar. I dessa andra tillämpningar kallas de vanligtvis för dragstångsändar eller, när de är en inre dragstagsände på ett kuggstångsstyrsystem, kallas de inre hylsor. Dessa leder används också i ett antal andra tillämpningar utanför fordon, från lederna av dockor till andra mekaniska länkar för en mängd olika anordningar, eller någon plats där en grad av rotation i rörelse önskas.